# Eupithecia caliginea
Eupithecia caliginea es una especie de polilla de la familia Geometridae. La especie fue descrita por primera vez por Arthur Gardiner Butler habiendo sido descrita en 1878, con distribución en Japón. El sintipo de la especie fue descrita en los alrededores de Yokohama. Es una polilla con alas negruzacas con escalas blanquecinas rodeando sus líneas transversales.